# Luperina diversa
Luperina diversa är en fjärilsart som beskrevs av Otto Staudinger 1891. Luperina diversa ingår i släktet Luperina och familjen nattflyn. Inga underarter finns listade i Catalogue of Life.